# Caitlin Carver
Caitlin Carver (née le 31 mars 1992 en Alabama) est une actrice et une danseuse américaine.

## Biographie
Carver est née à Monrovia (Alabama). Elle est diplômée du lycée Sparkman High School à Harvest. Elle grandit en dansant, en faisant de la gymnastique et en jouant au softball et au basket-ball. Elle commence le théâtre au lycée et se lance dans la comédie avec la série The Fosters. Avant que sa carrière d'actrice ne décolle, elle travaille comme danseuse professionnelle, dansant avec de nombreux artistes notamment Beyoncé, Ne-Yo et Pitbull.

## Filmographie

### Cinéma

#### Longs métrages
- 2015 : Zone d'impact : Terre (Impact Earth) de Rex Piano : Julia Waters
- 2015 : La Face cachée de Margo (Paper Towns) de Jake Schreier : Becca Arrington
- 2016 : L'Exception à la règle Rules Don't Apply) de Warren Beatty : Marla Lookalike
- 2017 : Moi, Tonya (I, Tonya) de Craig Gillespie : Nancy Kerrigan
- 2018 : The Matchmaker's Playbook de Tosca Musk : Blake

#### Courts métrages
- 2012 : Crave de Lauren Gottlieb : Caitlin
- 2014 : Ballon d'Alexis Ostrander : Emily
- 2018 : The Delta Girl de Jaclyn Bethany : Delilah
- 2019 : Heirloom de Paul Walter Hauser : Jane

### Télévision

#### Séries télévisées
- 2012 : Sketches à gogo ! (So Random !) : Une mannequin
- 2013 : Twisted : Lizzy
- 2013 : Southland : Une fille
- 2013 : Glee : Une fille
- 2013 - 2014 : Hit the Floor : Mason
- 2014 - 2016 : The Fosters : Hayley Heinz
- 2015 : Stalker : Alexis
- 2016 : NCIS : Enquêtes spéciales (NCIS) : Megan Porter
- 2016 : Timeless : Maria Tompkins
- 2016 : Heroes Reborn : Erica jeune
- 2017 : Freakish : Elise
- 2017 - 2021 : Dear White People : Muffy Tuttle
- 2018 : S.W.A.T. : Juliette
- 2022 : Chicago Fire : Emma Jacobs

#### Téléfilms
- 2015 : From the Top de Guy Ross : Clarissa McMillan
- 2017 : Sous l'emprise de ma meilleure amie (The Rachels) de Michael Civille : Rachel Richards

## Voix Françaises

### En France
- Anne Tilloy dans :
  - Zone d'impact : Terre (2015)
  - Timeless (2016)
  - The Rookie : Le Flic de Los Angeles (2022)
- Charlotte Campana dans :
  - Stalker (2015)
  - Sous l'emprise de ma meilleure amie (2017)
- Nonnenmacher Marie (1re voix) et Céline Rotard (2e voix) dans Dear White People